# Udgir
Udgir là một thành phố và là nơi đặt hội đồng đô thị (municipal council) của quận Latur thuộc bang Maharashtra, Ấn Độ.

## Địa lý
Udgir có vị trí 18°23′B 77°07′Đ / 18,38°B 77,12°Đ Nó có độ cao trung bình là 632 mét (2073 feet).

## Nhân khẩu
Theo điều tra dân số năm 2001 của Ấn Độ, Udgir có dân số 91.908 người. Phái nam chiếm 52% tổng số dân và phái nữ chiếm 48%. Udgir có tỷ lệ 71% biết đọc biết viết, cao hơn tỷ lệ trung bình toàn quốc là 59,5%: tỷ lệ cho phái nam là 78%, và tỷ lệ cho phái nữ là 63%. Tại Udgir, 15% dân số nhỏ hơn 6 tuổi.